# Robert C. Wetenhall
Pour les articles homonymes, voir Wetenhall.
Robert Carl "Bob" Wetenhall Sr. (14 février 1935-3 septembre 2021) est un homme d'affaires américain qui est propriétaire de la franchise des Alouettes de Montréal de la Ligue canadienne de football de 1997 à 2018,.

## Biographie
Né dans le Rye dans l'État de New York aux États-Unis, il gradue de l'Université de Princeton et devient investisseur banquier. Il est partenaire fondateur de la McConnell Wetenhall Inc. Lors de la fusion de la Ligue américaine de football avec la Ligue nationale de football dans les années 1960, Wetenhall devient propriétaire des Patriots de Boston. Durant les années 1970, il investit dans une équipe de soccer nord-américaine.
En 1997, Wetenhall achète les Alouettes de Montréal. Au cours des 23 saisons où il en est propriétaire, les Alouettes participent à huit finales de la coupe Grey et en remportent trois.  En mai 2019, face à son grand âge, à la dégradation de l'équipe sur le terrain (l'équipe ne s'ayant pas qualifiée en série éliminatoire pendant quatre saisons consécutives), à la baisse de la fréquentation et aux pertes financières grandissante, Wetenhall décide de céder la propriété des Alouettes à la ligue afin de trouver un nouveau propriétaire.
En novembre 2011, il est récompensé d'un doctorat honorifique en droit de l'Université McGill afin de reconnaître son implication dans le redéveloppement des Alouettes et dans l'expansion du stade Percival-Molson.
En 2015, il entre au Temple de la renommée du football canadien.
Il décède dans sa résidence de Palm Beach en Floride à l'âge de 86 ans,.